# Серёжкин, Дмитрий Вячеславович
Дми́трий Вячесла́вович Серёжкин (род. 18 июля 1976, Лопатинский, Воскресенский район, Московская область, СССР) — российский футболист, защитник, тренер.

## Карьера

### Игровая
Воспитанник ДЮСШ посёлка Лопатинский Воскресенского района Московской области. Начинал свою карьеру в 1994 году в воскресенском «Гиганте». В 1995—2002 годах защищал цвета «Фабуса», за который во всех соревнованиях провёл 311 матчей, забил 18 мячей. В 2003 году пополнил ряды брянского «Динамо». В 2007 году перешёл в «Рязань». В 2008 году подписал контракт с клубом «Луховицы». В 2009 году защищал цвета ФСА. В 2010 году пополнил ряды костромского «Спартака». Завершил карьеру в 2013 году в «Сатурне».

### Тренерская
В 2012 году вошел в тренерский штаб «Сатурна». В 2014—2016 годах возглавлял молодёжную команду клуба. В 2016 году стал главным тренером «Сатурна». В марте 2019 года покинул клуб и вошёл в тренерский штаб «Чайки». В сезоне 2020/21 был главным тренером «Знамени». В июне 2021 года назначен главным тренером «Рязань». Летом 2023 года возглавил «Композит».

## Достижения
- Серебряный призёр зоны «Центр» Второго дивизиона: 2003
- Бронзовый призёр зоны «Центр» Второго дивизиона: 2008